# Marlo Thomas
Margaret Julia "Marlo" Thomas (Detroit, 21 de novembro de 1937) é uma atriz estadunidense. Em 2014 recebeu a Medalha Presidencial da Liberdade do presidente Barack Obama em uma cerimônia na Casa Branca.

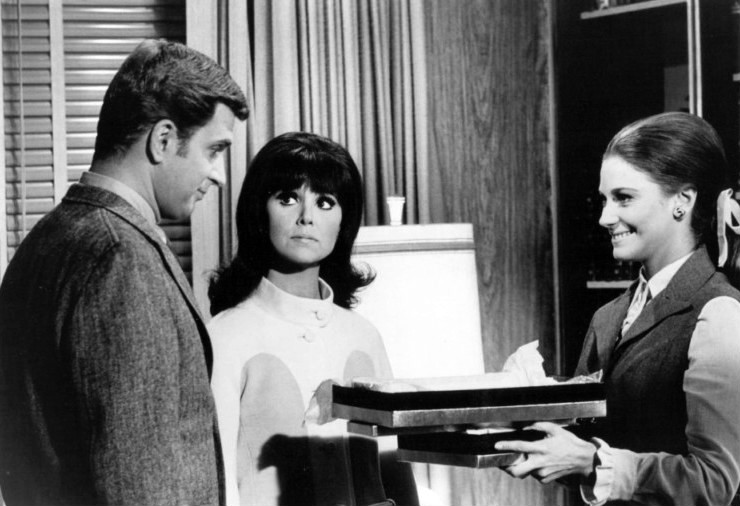
Thomas (centro) com Ted Bessell (esquerda) em uma foto de 1969 de That Girl

## Filmografia
| Ano  | Título                     | papel            | Notas                                                    |
| ---- | -------------------------- | ---------------- | -------------------------------------------------------- |
| 1970 | Jenny                      | Jenny            | Nomeada – Globo de Ouro de melhor atriz revelação do ano |
| 1977 | Thieves                    | Sally Cramer     |                                                          |
| 1990 | In the Spirit              | Reva Prosky      |                                                          |
| 1993 | Falling Down               | KTLA Reporter    |                                                          |
| 1997 | The Real Blonde            | Blair            |                                                          |
| 1998 | Starstruck                 | Linda Phaeffle   |                                                          |
| 1999 | Deuce Bigalow: Male Gigolo | Margaret         | uncredited                                               |
| 2000 | Playing Mona Lisa          | Shelia Goldstein |                                                          |
| 2012 | LOL                        | Gran             |                                                          |
| 2017 | The Female Brain           |                  |                                                          |

| Ano        | Título                                      | Papel                | Notes |
| ---------- | ------------------------------------------- | -------------------- | --- |
| 1960       | The Many Loves of Dobie Gillis              | Frank's Girlfriend   | Episode: "The Hunger Strike" |
| 1960       | 77 Sunset Strip                             | Amina                | Episode: "The Fanatics" |
| 1961       | Zane Grey Theater                           | Laurie Dubro         | Episode: "Honor Bright" |
| 1961       | Thriller                                    | Susan Baker          | Episode: "The Ordeal of Dr. Cordell" |
| 1961–1962  | The Joey Bishop Show                        | Stella               | 10 episodes |
| 1962       | Insight                                     | Jeanne Brown         | Episode: "The Sophomore" |
| 1964       | Arrest and Trial                            | Angela Tucci         | Episode: "Tigers Are for Jungles" |
| 1964       | Bonanza                                     | Tai Lee              | Episode: "A Pink Cloud Comes from Old Cathay" |
| 1964       | My Favorite Martian                         | Paula Clayfield      | Episode: "Miss Jekyll and Hyde" |
| 1964       | Wendy and Me                                | Carol                | Episode: "Wendy's Anniversary for --?" |
| 1964       | McHale's Navy                               | Cynthia Prentice     | Episode: "The Missing Link" |
| 1965       | What's My Line?                             | Herself              | Panelist |
| 1965       | The Donna Reed Show                         | Louise Bissell       | Episode: "Guests, Guests, Who Needs Guests?" |
| 1965       | Two's Company                               | Caroline Sommers     | Unsold pilot |
| 1965       | Ben Casey                                   | Claire Schaeffer     | Episode: "Three Li'l Lambs" |
| 1966–1971  | That Girl                                   | Ann Marie            | 137 episodes Golden Globe Award for Best Actress on Television (1967) TV Land Award for Favorite Fashion Plate – Female (2004) Nominated – Primetime Emmy Award for Outstanding Lead Actress in a Comedy Series (1967-1971) Nominated – TV Land Award for Hippest Fashion Plate – Female (2003) |
| 1967       | Cricket on the Hearth                       | Bertha (voice)       | TV movie |
| 1973       | The ABC Saturday Superstar Movie            | Anne Marie (voice)   | Episode: "That Girl in Wonderland" |
| 1973       | Acts of Love and Other Comedies             | Various              | TV movie |
| 1976       | The Practice                                | Judy Sinclair        | Episode: "Judy Sinclair" |
| 1977       | It Happened One Christmas                   | Mary Bailey Hatch    | TV movie; also produced |
| 1984       | The Lost Honor of Kathryn Beck              | Kathryn Beck         | TV movie; also produced |
| 1985       | Consenting Adult                            | Tess Lynd            | TV movie Nominated – Golden Globe Award for Best Actress – Miniseries or Television Film |
| 1986       | Nobody's Child                              | Marie Balter         | TV movie Primetime Emmy Award for Outstanding Lead Actress in a Miniseries or a Movie Nominated – Golden Globe Award for Best Actress – Miniseries or Television Film |
| 1991       | Held Hostage: The Sis and Jerry Levin Story | Lucille 'Sis' Levin  | TV movie; also produced |
| 1994       | Ultimate Betrayal                           | Adult Sharon Rodgers | TV movie |
| 1994       | Reunion                                     | Jessie Yates         | TV movie; also produced |
| 1996       | Roseanne                                    | Tina Beige           | Episode: "Satan, Darling" |
| 1996, 2002 | Friends                                     | Sandra Green         | Episode: "The One with the Lesbian Wedding" Episode: "The One with the Two Parties" Episode: "The One with the Baby Shower" Nominated – Primetime Emmy Award for Outstanding Guest Actress in a Comedy Series (1996)                                                                            |
| 1999       | Frasier                                     | Sophie (voice)       | 3 episodes |
| 2000       | Ally McBeal                                 | Lynnie Bishop        | Episode: "Tis the Season" Episode: "Love on Holiday" |
| 2002       | Two Against Time                            | Julie Portman        | TV movie |
| 2004       | Deceit                                      | Ellen McCarthy       | TV movie; also produced |
| 2004       | Law & Order: Special Victims Unit           | Judge Mary Clark     | 4 episodes |
| 2007       | Ugly Betty                                  | Sandra Winthrop      | Episode: "Something Wicked This Way Comes" |
| 2012       | The New Normal                              | Nancy Niles          | Episode: "Baby Proofing" |
| 2015       | Ballers                                     |                      | Episode: "Ends" |
| 2017       | Wet Hot American Summer: Ten Years Later    | Vivian               | |